# Islote Becerra
Die Islote Becerra (spanisch) ist eine in ost-westlicher Ausrichtung rund 250 m lange Insel im Archipel der Südlichen Shetlandinseln. Sie liegt in der Ardley Cove.
Chilenische Wissenschaftler benannten sie ach dem Nachnamen des Staffelführers der chilenischen Marine, unter dessen Leitung im Februar 1969 das Centro Meteorológico Antártico auf King George Island errichtet worden ist.